# Tipula depressiloba
Tipula depressiloba är en tvåvingeart som beskrevs av Oosterbroek och Theowald 1992. Tipula depressiloba ingår i släktet Tipula och familjen storharkrankar. Inga underarter finns listade i Catalogue of Life.